# Sayō
Pour les articles homonymes, voir Sayo.
Sayō (佐用町, Sayō-chō) est un bourg du district de Sayō, dans la préfecture de Hyōgo, au Japon.

## Géographie

### Démographie
Au 1er octobre 2014, la population de Sayō s'élevait à 17 843 habitants répartis sur une superficie de 307,51 km2.

## Histoire
La création de Sayō date de 2005. Elle résulte de la fusion des anciens bourgs de Kōzuki, Mikazuki et Nankō.